# جينفير إروين
جينفير إروين هي ممثلة كندية، ولدت في 17 يونيو 1968 بتورونتو في كندا.

## أعمال

### أفلام
- (2011) دون شروط[2]
- (2011) معلمة سيئة[3]

### مسلسلات
- اكذب علي

## وصلات خارجية
- جينفير إروين على موقع IMDb (الإنجليزية)
- جينفير إروين على موقع ألو سيني (الفرنسية)
- جينفير إروين على موقع أول موفي (الإنجليزية)
- جينفير إروين على موقع قاعدة بيانات الأفلام السويدية (السويدية)
- جينفير إروين على موقع إن إن دي بي (الإنجليزية)
- جينفير إروين على موقع قاعدة بيانات الفيلم (الإنجليزية)
- جينفير إروين على موقع كينوبويسك (الروسية)